# Cochlospermum orinocense
Cochlospermum orinocense är en tvåhjärtbladig växtart som först beskrevs av Carl Sigismund Kunth, och fick sitt nu gällande namn av Ernst Gottlieb von Steudel. Cochlospermum orinocense ingår i släktet Cochlospermum och familjen Cochlospermaceae. Inga underarter finns listade i Catalogue of Life.